# Tripogon yunnanensis
Tripogon yunnanensis là một loài thực vật có hoa trong họ Hòa thảo. Loài này được J.L.Yang ex S.M.Phillips & S.L.Chen mô tả khoa học đầu tiên năm 2002.